# بطولة أمم أوروبا 1980

شعار البطولة البديل

أقيمت بطولة أمم أوروبا 1980 في إيطاليا، وسميت بيورو 80، وقد أقيمت البطولة بين تاريخ 11 يونيو 1980 و22 يونيو 1980.
وقد شاركت للمرة الأولى ثمانية دول في البطولة، وقسمت إلى مجموعتين، يتأهل الفريقان اللذان يحتلان المركز الأول إلى النهائي والفريقين اللذان يحتلان المركز الثاني يلعبا مباراة لتحديد صاحب المركز الثالث.

## الفرق المتأهلة
- بلجيكا
- تشيكوسلوفاكيا
- إنجلترا
- اليونان
- إيطاليا
- هولندا
- إسبانيا
- ألمانيا الغربية

## الملاعب
- الأستاد الأولمبي، روما، يتسع ل86,500 شخص
- ستاد جوزيبي مياتسا أو سان سيرو، ميلانو، يتسع ل85,700 شخص
- ملعب سان باولو، نابولي، يتسع ل72,800 شخص
- استاد كومونالي، تورينو، يتسع ل50,000 شخص

## مرحلة المجموعات

### المجموعة الأولى
| م | الفريق          | لعب | ف | ت | خ | أ.له | أ.ع | أ.ف | نقاط | التأهل                                   |
| - | --------------- | --- | - | - | - | ---- | --- | --- | ---- | ---------------------------------------- |
| 1 | ألمانيا الغربية | 3   | 2 | 1 | 0 | 4    | 2   | +2  | 5    | تأهل إلى النهائي                         |
| 2 | تشيكوسلوفاكيا   | 3   | 1 | 1 | 1 | 4    | 3   | +1  | 3    | تأهل إلى مباراة تحديد صاحب المركز الثالث |
| 3 | هولندا          | 3   | 1 | 1 | 1 | 4    | 4   | 0   | 3    |                                          |
| 4 | اليونان         | 3   | 0 | 1 | 2 | 1    | 4   | −3  | 1    |                                          |

| تشيكوسلوفاكيا | 0–1   | ألمانيا الغربية |
| ------------- | ----- | --------------- |
|               | تقرير | - رومنيغه 57'   |

| هولندا             | 1–0   | اليونان |
| ------------------ | ----- | ------- |
| - كيست 65' (ركلة.) | تقرير |         |

| ألمانيا الغربية       | 3–2   | هولندا                                  |
| --------------------- | ----- | --------------------------------------- |
| - ألوفس 20'، 60'، 65' | تقرير | - ريب 79' (ركلة.) - و. فان دي كركوف 85' |

| اليونان           | 1–3   | تشيكوسلوفاكيا                         |
| ----------------- | ----- | ------------------------------------- |
| - أناستوبولوس 14' | تقرير | - بانينكا 6' - فيزيك 26' - نيهودا 63' |

| هولندا     | 1–1   | تشيكوسلوفاكيا |
| ---------- | ----- | ------------- |
| - كيست 59' | تقرير | - نيهودا 16'  |

| اليونان | 0–0   | ألمانيا الغربية |
| ------- | ----- | --------------- |
|         | تقرير |                 |

### المجموعة الثانية
| م | الفريق      | لعب | ف | ت | خ | أ.له | أ.ع | أ.ف | نقاط | التأهل                                   |
| - | ----------- | --- | - | - | - | ---- | --- | --- | ---- | ---------------------------------------- |
| 1 | بلجيكا      | 3   | 1 | 2 | 0 | 3    | 2   | +1  | 4    | تأهل إلى النهائي                         |
| 2 | إيطاليا (H) | 3   | 1 | 2 | 0 | 1    | 0   | +1  | 4    | تأهل إلى مباراة تحديد صاحب المركز الثالث |
| 3 | إنجلترا     | 3   | 1 | 1 | 1 | 3    | 3   | 0   | 3    |                                          |
| 4 | إسبانيا     | 3   | 0 | 1 | 2 | 2    | 4   | −2  | 1    |                                          |

| بلجيكا         | 1–1   | إنجلترا       |
| -------------- | ----- | ------------- |
| - كويلمانس 29' | تقرير | - ويلكينز 26' |

| إسبانيا | 0–0   | إيطاليا |
| ------- | ----- | ------- |
|         | تقرير |         |

| بلجيكا                  | 2–1   | إسبانيا    |
| ----------------------- | ----- | ---------- |
| - غيريتس 17' - كولس 65' | تقرير | - كيني 36' |

| إنجلترا | 0–1   | إيطاليا       |
| ------- | ----- | ------------- |
|         | تقرير | - تارديلي 79' |

| إسبانيا            | 1–2   | إنجلترا                   |
| ------------------ | ----- | ------------------------- |
| - داني 48' (ركلة.) | تقرير | - بروكنغ 19' - وودكوك 61' |

| إيطاليا | 0–0   | بلجيكا |
| ------- | ----- | ------ |
|         | تقرير |        |

## مرحلة خروج المغلوب

### تحديد صاحب المركز الثالث
| تشيكوسلوفاكيا                                                                    | 1–1   | إيطاليا                                                                                  |
| -------------------------------------------------------------------------------- | ----- | ---------------------------------------------------------------------------------------- |
| - يوركميك 54'                                                                    | تقرير | - غراتسياني 73'                                                                          |
| ركلات الترجيح                                                                    |       |                                                                                          |
| - ماسني - نيهودا - أوندروس - يوركميك - بانينكا - غوغ - غايدوسيك - كوزاك - بارموس | 9–8   | - كاوزيو - ألتوبيلي - باريزي - كابريني - بينيتي - غراتسياني - شيريا - تارديلي - كولوفاتي |

### النهائي
| بلجيكا                   | 1–2   | ألمانيا الغربية   |
| ------------------------ | ----- | ----------------- |
| - فان در يكن 75' (ركلة.) | تقرير | - هروبيش 10'، 88' |

## إحصاءات

### الهداف
ثلاثة أهداف
- كلاوس ألوفس

هدفين
- هورست هروبيش
- زيدنيك نيهودا
- كيس كيست

هدف واحد
- جان كويلمانس
- جولين كولس
- إيريك غيريتس
- ريني فان در يكن
- لاديسلاف يوركميك
- أنتونين بانينكا
- لاديسلاف فيزيك
- تريفور بروكنغ
- راي ويلكينز
- توني وودكوك
- كارل رومينيغه
- نيكوس أناستوبولوس
- فرانسيسكو غرازياني
- ماركو تارديللي
- جوني ريب
- ويلي فان دي كركوف
- دانييل روز
- كويني

### أسرع هدف
- في الدقيقة السادسة : أنتونين بانينكا (تشيكوسلوفاكيا × اليونان).

### معدل التهديف
- 1,97 في المباراة الواحدة.